# Condado (kommun i Brasilien, Paraíba)
Condado är en kommun i Brasilien.   Den ligger i delstaten Paraíba, i den östra delen av landet, 1 500 km nordost om huvudstaden Brasília. Antalet invånare är 6 587.
Omgivningarna runt Condado är huvudsakligen savann. Runt Condado är det ganska glesbefolkat, med 22 invånare per kvadratkilometer.